# استریتمن (تگزاس)
استریتمن (به انگلیسی: Streetman) یک شهر در ایالات متحده آمریکا است که در تگزاس واقع شده‌است. استریتمن ۱٫۲۵ کیلومتر مربع مساحت و ۲۴۷ نفر جمعیت دارد و ۱۱۳ متر بالاتر از سطح دریا واقع شده‌است.